# Serei Zsolt
Serei Zsolt (Takácsi, 1954. április 3. –) zeneszerző, karmester.

## Eddigi életpályája
A pápai zeneiskolában zongorázni és harsonázni tanult. A győri, majd a budapesti Zeneművészeti Szakközépiskolában Fekete Győr István volt első zeneszerzés tanára, harsonázni Zilcz Györgynél és Nagy Józsefnél tanult.
1978-ban a Liszt Ferenc Zeneművészeti Főiskolán Szervánszky Endre és Petrovics Emil növendékeként zeneszerzés diplomát szerzett, majd 1979 és 1982 között Kórodi András és Lukács Ervin irányításával a karmesterképző szakot is elvégezte. Emellett Jeney Zoltánnál és Simon Albertnél is órákat vett.
1978-tól a budapesti Új Zenei Stúdió tagja. Az együttes hangversenyein hangszeres előadóként, karmesterként és zeneszerzőként is részt vesz.
1989-ben megalapította a Componensemble hangszeres együttest.
1977–79 között a budapesti Bartók Béla Zeneművészeti Szakközépiskola tanáraként szolfézst és zeneelméletet tanított. 
1986 óta tanít a Zeneakadémia zeneszerzés tanszakán.
Karmesterként számos mű bemutatója fűződik a nevéhez, a hazai kortárszenei élet jelentős alakja. A Componensemble vezetőjeként számos lemez-, rádió- és tv-felvételt készített Bánkövi Gyula, Csapó Gyula, Decsényi János, Dubrovay László, Dukay Barnabás, Jeney Zoltán, Kalmár László, Kurtág György, Sári József, Sáry László, Soproni József, Szőllősy András, Tihanyi László, Vidovszky László és mások szerzők műveiből. Együttesével több alkalommal vendégszerepelt külföldön, és fellépett több külföldi fesztiválon (Zágrábi Biennálé, Varsói Ősz, Melos Fesztivál stb.)

## Díjak, elismerések
- Több Artisjus-elismerés a Componensemble-lal együtt
- A Soros Alapítvány zenei díjazottja 1999
- Erkel Ferenc-díj 2003
- Artisjus-díj 2003

## Főbb művei
- Hét perc húsz évre
- L'ombre sur les structures pliées
- Albumlapok (zongoradarab-sorozat)
- Egypercesek (kamaraopera Örkény István novellái nyomán)

## Külső hivatkozások
- Beszélgetés a zeneszerzővel
- BMC[halott link]
- Dalok.hu[halott link]
- MR Kincsestár